# Only Girl (In the World)
Only Girl (In the World) er første single fra den barbadianske sangerinde Rihannas femte studiealbum Loud fra 2010.

## Hitlister
| Hitliste (2010)                                  | Højeste placering |
| ------------------------------------------------ | ----------------- |
| Australien (ARIA)                                | 1                 |
| Østrig (Ö3 Austria Top 40)                       | 1                 |
| Belgien (Ultratop 50 Flanderen)                  | 2                 |
| Belgien (Ultratop 50 Vallonien)                  | 1                 |
| Canada (Canadian Hot 100)                        | 1                 |
| Tjekkiet (Rádio Top 100)                         | 4                 |
| Danmark (Track Top-40)                           | 2                 |
| Europa (European Hot 100 Singles)                | 1                 |
| Finland (Suomen virallinen lista)                | 2                 |
| Frankrig (SNEP)                                  | 2                 |
| Frankrig (SNEP) Download-liste                   | 1                 |
| Tyskland (Official German Charts)                | 2                 |
| Tyske Downloads Chart                            | 1                 |
| Ungarn (Rádiós Top 40)                           | 1                 |
| Irland (IRMA)                                    | 1                 |
| Italien (FIMI)                                   | 1                 |
| Japan (Japan Hot 100)                            | 8                 |
| Holland (Dutch Top 40)                           | 2                 |
| New Zealand (RIANZ)                              | 1                 |
| Norge (VG-lista)                                 | 1                 |
| Polen (ZPAV)                                     | 1                 |
| Rumænien (Romanian Radio Top 100)                | 1                 |
| Skotland (Official Charts Company)               | 1                 |
| Slovakiet (Rádio Top 100)                        | 1                 |
| Spanien (PROMUSICAE)                             | 2                 |
| Sverige (Sverigetopplistan)                      | 2                 |
| Schweiz (Schweizer Hitparade)                    | 2                 |
| Storbritannien Singles (Official Charts Company) | 1                 |
| USA Billboard Hot 100                            | 1                 |
| USA Dance Club Songs (Billboard)                 | 1                 |
| USA Mainstream Top 40 (Billboard)                | 1                 |